# Юшкане, Жанна
Жанна Юшкане (лат. Žanna Juškāne; род. 5 октября 1989 года, Резекне) — латвийская биатлонистка, участница двух Олимпийских игр.

## Карьера
В соревнованиях Кубка мира дебютировала в декабре 2007 года на этапе в Хохфильцене в составе эстафеты. Первый личный старт на высшем уровне пришёлся на чемпионат мира 2008 года, где Юшкане заняла в спринтерской гонке 93-е место.
В 2010 году участвовала в Олимпиаде в Ванкувере. Там Жанна выступила в трёх видах программы. Лучшим индивидуальным результатом для неё оказалось 79-е место в спринтерской гонке. Такой же результат латвийская биатлонистка показала и на Олимпиаде в Сочи, где она была единственной представительницей своей страны в женской части биатлонных соревнований.
Сразу после Олимпиады-2014 Юшкане показала свой лучший результат в кубке мира. В спринтерской гонке, которая проходила в финском Контиолахти, она закрыла все 10 мишеней и стала 24-й, завоевав первые очки Кубка мира.

## Статистика выступления на Зимних Олимпийских играх
| Год  | Место проведения | Инд | Спр | Эст |
| ---- | ---------------- | --- | --- | --- |
| 2010 | Ванкувер         | 84  | 79  | 19  |
| 2014 | Сочи             | DNF | 79  | —   |

## Статистика выступления на Чемпионатах мира
| Год  | Место проведения | Инд | Спр | Эст | СМ |
| ---- | ---------------- | --- | --- | --- | -- |
| 2008 | Эстерсунд        | —   | 93  | 20  | —  |
| 2009 | Пхёнчхан         | 97  | 94  | 20  | —  |
| 2011 | Ханты-Мансийск   | 80  | 78  | —   | 18 |
| 2012 | Рупольдинг       | 89  | 72  | 26  | 23 |
| 2013 | Нове-Место       | 86  | 90  | —   | 24 |